# Onthophagus schawalleri
Onthophagus schawalleri är en skalbaggsart som beskrevs av Scheuern 1996. Onthophagus schawalleri ingår i släktet Onthophagus och familjen bladhorningar. Inga underarter finns listade i Catalogue of Life.